# 崔茂乔
崔茂乔，中华人民共和国政治人物、全国脱贫攻坚先进个人。

## 生平
崔茂乔任云南大学扶贫办主任。因在脱贫攻坚战中作出突出贡献，2021年2月25日全国脱贫攻坚总结表彰大会上，崔茂乔被授予“全国脱贫攻坚先进个人”。